# Campomanesia guazumifolia
Também conhecida popularmente como sete-capotes, podendo ser encontrada na caatinga, cerrado, floresta estacional semidecidual, floresta ombrófila e na floresta ombrófila mista. Esta espécie pode ser utilizada para obtenção de madeira, frutas, e pode ser utilizada para fins medicinais, com a infusão das folhas sendo utilizada popularmente para tratar diarreia, reumatismo, inflamação, diabetes e problemas gastrointestinal. Estudos têm demonstrado potencial antioxidante, microbiano, anti-inflamatório e baixa toxicidade nos extratos das folhas da Campomanesia guazumifolia. Seus frutos são apreciados pelos humanos, sendo consumido in natura e doces

## Sinônimos
Lista de sinônimos segundo o Reflora:
- Basiônimo Psidium guazumifolium Cambess.
- Heterotípico Abbevillea rugosa O.Berg
- Heterotípico Britoa hassleriana Barb.Rodr. ex Chodat & Hassl.
- Heterotípico Britoa sellowiana O.Berg
- Heterotípico Campomanesia albiflora Rojas Acosta
- Heterotípico Campomanesia itanarensis Kiaersk.
- Heterotípico Lacerdaea luschnathiana O.Berg
- Homotípico Britoa guazumifolia (Cambess.) D.Legrand

## Morfologia e Distribuição
Árvore caducifólia, de copa irregular e aberta, de 3-8 metros de altura, de tronco suberoso e muito descamante, de cor parda, nativa do Planalto Meridional e da Serra da Mantiqueira, em árias formações florestais. Folhas simples, peciolada, de lâmina coriácea, com superfície rugosa, de 7-14 cm de comprimento, com nervura saliente. Flores solitárias ou aos pares, andróginas, axilares, grandes brancas, formadas de outubro a novembro. Frutos são bagas, globosa-achatadas, verdes ou amareladas, quase lisas, que amadurecem de março a maio, de polpa suculenta, cor branco-amarelada e sabor doce-acidulado, contendo poucas sementes, de sabor amargo se trincadas.